# Iván Ramírez Segovia
Iván Rodrigo Ramírez Segovia (Asunción, Paraguay; 8 de diciembre] de 1994) es un futbolista paraguayo. Juega de mediocampista y su equipo actual es Club Libertad de la Primera División de Paraguay.

## Trayectoria
Disputó con la selección paraguaya de la categoría el Campeonato Sudamericano de Fútbol Sub-20 de 2013, disputado en Argentina en donde se consagró Subcampeón, y la Copa Mundial de Fútbol Sub-20 de 2013, que se disputó en Turquía.
Debutó el 3 de noviembre de 2013, en el partido que su equipo Libertad le ganó 1 a 0 al Cerro Porteño PF por la decimosexta fecha del Torneo Clausura 2013, torneo en el que culminó como Subcampeón.

## Clubes
| Club                                 | País      | Año           |
| ------------------------------------ | --------- | ------------- |
| Deportivo Español (BA)               | Argentina | 2012-2013     |
| Libertad                             | Paraguay  | 2013-2015     |
| Deportivo Santaní                    | Paraguay  | 2015          |
| Rubio Ñu                             | Paraguay  | 2016          |
| Libertad                             | Paraguay  | 2016-presente |
| C. D. Godoy Cruz (cedido)            | Argentina | 2018-2019     |
| Deportivo Santaní (cedido)           | Paraguay  | 2019          |
| Guaraní (cedido)                     | Paraguay  | 2019-2020     |
| C. A. Central Córdova (SdE) (cedido) | Argentina | 2022          |

## Palmarés

### Campeonatos nacionales
| Título             | Club     | País     | Año  |
| ------------------ | -------- | -------- | ---- |
| Torneo Apertura    | Libertad | Paraguay | 2014 |
| Torneo Clausura    | Libertad | Paraguay | 2014 |
| Torneo Apertura    | Libertad | Paraguay | 2017 |
| Torneo Apertura    | Libertad | Paraguay | 2021 |
| Torneo Apertura    | Libertad | Paraguay | 2022 |
| Torneo Apertura    | Libertad | Paraguay | 2023 |
| Torneo Clausura    | Libertad | Paraguay | 2023 |
| Copa Paraguay      | Libertad | Paraguay | 2023 |
| Supercopa Paraguay | Libertad | Paraguay | 2023 |
| Torneo Apertura    | Libertad | Paraguay | 2024 |
| Copa Paraguay      | Libertad | Paraguay | 2024 |